# Jači od sudbine
Jači od sudbine je drugi album hrvatskog pjevača Borisa Novkovića koji sadrži 9 pjesama. Objavljen je 1987. godine.

## Pjesme
1. "Mi smo jači i od sudbine"
2. "Da te nisam ljubio"
3. "Digni ruke"
4. "Glumim da te ne volim"
5. "Plakat ću sutra"
6. "...kao Bitlsi"
7. "Nena"
8. "Kreni sad uz mene"
9. "Na usnama ti med"